# Campionato sudamericano maschile under 19 di pallavolo
Il campionato sudamericano maschile under 19 di pallavolo è una competizione pallavolistica per squadre nazionali sudamericane, organizzata con cadenza biennale dalla CSV, riservata a giocatori con un'età inferiore di 19 anni.

## Albo d'oro
| Edizione      | Edizione      | Podio     | Podio     | Podio     |
| Anno          | Organizzatore | Campione  | Seconda   | Terza     |
| ------------- | ------------- | --------- | --------- | --------- |
| 1978 Dettagli | Argentina     | Brasile   | Argentina | Venezuela |
| 1980 Dettagli | Brasile       | Brasile   | Argentina | Venezuela |
| 1982 Dettagli | Perù          | Brasile   | Argentina | Paraguay  |
| 1984 Dettagli | Cile          | Brasile   | Argentina | Cile      |
| 1986 Dettagli | Perù          | Brasile   | Argentina | Cile      |
| 1988 Dettagli | Argentina     | Brasile   | Argentina | Cile      |
| 1990 Dettagli | Bolivia       | Brasile   | Argentina | Venezuela |
| 1992 Dettagli | Venezuela     | Brasile   | Argentina | Colombia  |
| 1994 Dettagli | Venezuela     | Brasile   | Venezuela | Colombia  |
| 1996 Dettagli | Paraguay      | Brasile   | Venezuela | Colombia  |
| 1998 Dettagli | Ecuador       | Brasile   | Venezuela | Colombia  |
| 2000 Dettagli | Argentina     | Brasile   | Venezuela | Argentina |
| 2002 Dettagli | Cile          | Brasile   | Argentina | Venezuela |
| 2004 Dettagli | Colombia      | Brasile   | Argentina | Colombia  |
| 2006 Dettagli | Argentina     | Brasile   | Argentina | Venezuela |
| 2008 Dettagli | Brasile       | Argentina | Brasile   | Venezuela |
| 2010 Dettagli | Venezuela     | Argentina | Brasile   | Venezuela |
| 2012 Dettagli | Cile          | Brasile   | Argentina | Cile      |
| 2014 Dettagli | Colombia      | Argentina | Brasile   | Cile      |
| 2016 Dettagli | Perù          | Argentina | Brasile   | Colombia  |
| 2018 Dettagli | Colombia      | Brasile   | Argentina | Colombia  |

## Medagliere
| Pos. | Squadra   | 1º posto | 2º posto | 3º posto | Totale |
| ---- | --------- | -------- | -------- | -------- | ------ |
| 1    | Brasile   | 17       | 4        | -        | 21     |
| 2    | Argentina | 4        | 13       | 1        | 18     |
| 3    | Venezuela | -        | 4        | 7        | 11     |
| 4    | Colombia  | -        | -        | 7        | 7      |
| 5    | Cile      | -        | -        | 5        | 5      |
| 6    | Paraguay  | -        | -        | 1        | 1      |